# Roodstaartgraszanger
De roodstaartgraszanger (Cisticola rufilatus) is een zangvogel uit de familie Cisticolidae.

## Verspreiding en leefgebied
Deze soort komt voor in zuidelijk-centraal Afrika en telt drie ondersoorten:
- C. r. ansorgei: van zuidoostelijk Gabon tot centraal Angola, oostelijk tot Malawi.
- C. r. vicinior: centraal Zimbabwe.
- C. r. rufilatus: van zuidoostelijk Angola en Namibië tot westelijk Zimbabwe en noordelijk Zuid-Afrika.

## Status
De grootte van de populatie is niet gekwantificeerd maar de soort wordt omschreven als plaatselijk vrij algemeen. Op de Rode lijst van de IUCN heeft deze soort de status niet bedreigd.